# 23409 Derzhavin

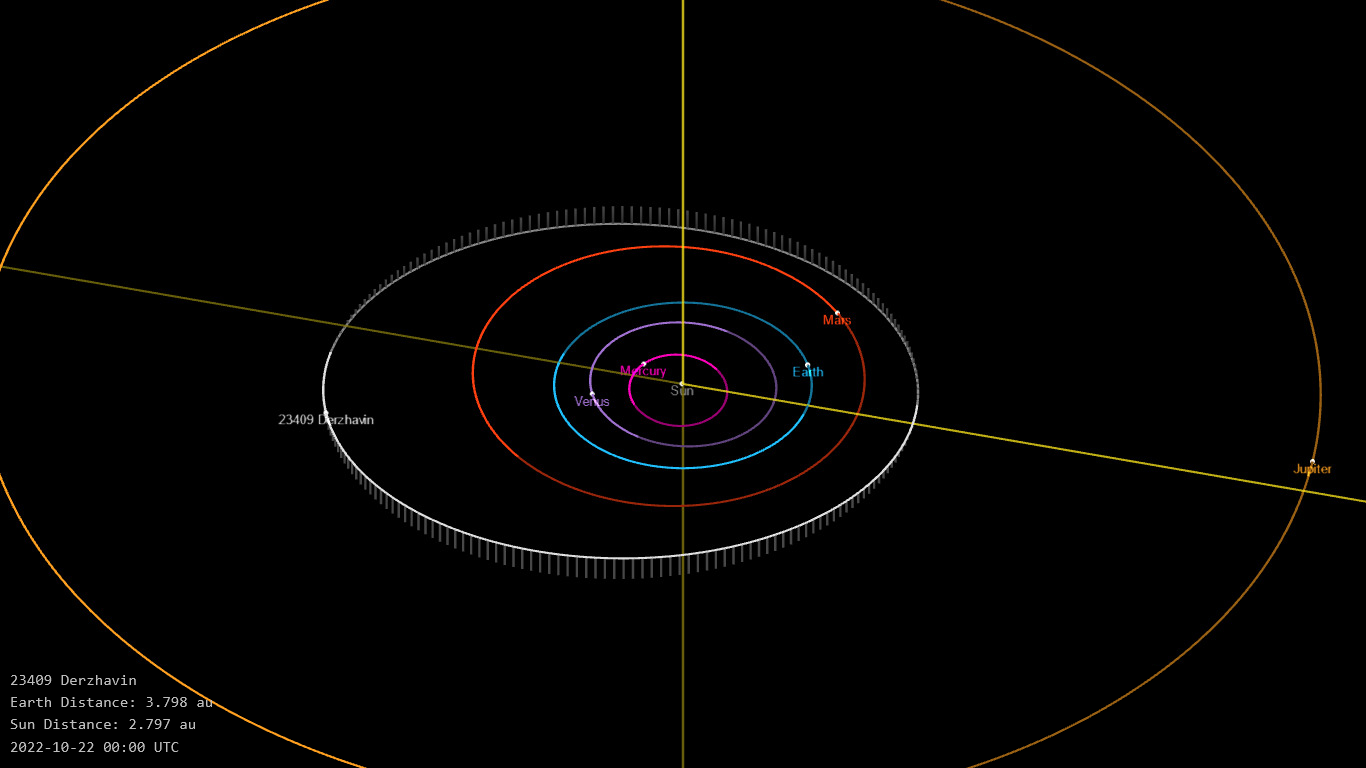
Traiettoria di 23409 Derzhavin (in bianco)

23409 Derzhavin è un asteroide della fascia principale. Scoperto nel 1978, presenta un'orbita caratterizzata da un semiasse maggiore pari a 2,3106258 UA e da un'eccentricità di 0,2149446, inclinata di 4,97733° rispetto all'eclittica.